# Plage de Calamosche
 (février 2020).
 (novembre 2024).
Si vous disposez d'ouvrages ou d'articles de référence ou si vous connaissez des sites web de qualité traitant du thème abordé ici, merci de compléter l'article en donnant les références utiles à sa vérifiabilité et en les liant à la section « Notes et références ».
La plage de Calamosche est une plage sicilienne, située entre les vestiges archéologiques d'Eloro et l'oasis faunique Vendicari. 
En 2005, elle a été récompensée par le Guide Bleu de Legambiente avec le titre de « plus belle plage d'Italie »[réf. nécessaire].
Le charme de la plage est dû à la variété de la végétation et à la présence d'un panorama tout aussi varié: la petite plage est en fait située entre deux promontoires rocheux qui, en plus de garantir une mer presque toujours calme, offrent aux visiteurs une beauté inattendue. Une autre caractéristique de la plage est la présence de nombreux ravins, cavités et grottes dans les deux promontoires.